# Actinostemon mandiocanus
Actinostemon mandiocanus là một loài thực vật có hoa trong họ Đại kích. Loài này được (Müll.Arg.) Pax mô tả khoa học đầu tiên năm 1912.